# Under The Mistletoe
Under the Mistletoe este al doilea album de studio al cântărețului canadian Justin Bieber, lansat pe data de 1 noiembrie 2011 de casa de discuri Island Records.